# Division I i bandy för damer 1986/1987
Division I i bandy för damer 1986/1987 var Sveriges högsta division i bandy för damer säsongen 1986/1987. Säsongen avslutades med att södergruppsvinnaren IF Boltic blev svenska mästarinnor efter seger med 14-3 mot södergruppstvåan Stångebro BK i finalmatchen på Söderstadion i Stockholm den 21 mars 1987.

## Upplägg
Lagen var indelade i två geografiskt indelade grupper, där de två bästa lagen i varje grupp gick vidare till slutspel om svenska mästerskapet. 

## Förlopp
- Skytteligan vanns av Lena Krameus, Stångebro BK med 31 fullträffar.[2].
- Edsbyns IF och Kareby IS åkte ur serien. Brobergs IF och IK Göta höll sig kvar efter kvalspel.

## Seriespelet

### Division I norra
| Nr | Lag            | S  | V | O | F | +/-     | P  |
| -- | -------------- | -- | - | - | - | ------- | -- |
| 1  | Sandvikens AIK | 10 | 7 | 2 | 1 | 37 - 15 | 16 |
| 2  | Härnösands AIK | 10 | 7 | 2 | 1 | 39 - 23 | 16 |
| 3  | Uppsala BoIS   | 10 | 4 | 2 | 4 | 26 - 17 | 10 |
| 4  | SK Iron        | 10 | 4 | 2 | 4 | 37 - 37 | 10 |
| 5  | Brobergs IF    | 10 | 3 | 1 | 6 | 27 - 39 | 7  |
| 6  | Edsbyns IF     | 10 | 0 | 1 | 9 | 17 - 57 | 1  |

### Division I södra
| Nr | Lag               | S  | V  | O | F | +/-     | P  |
| -- | ----------------- | -- | -- | - | - | ------- | -- |
| 1  | IF Boltic         | 10 | 10 | 0 | 0 | 70 - 21 | 20 |
| 2  | Stångebro BK      | 10 | 8  | 0 | 2 | 72 - 36 | 16 |
| 3  | AIK               | 10 | 5  | 0 | 5 | 44 - 43 | 10 |
| 4  | Västerstrands AIK | 10 | 2  | 1 | 7 | 18 - 39 | 5  |
| 5  | IK Göta           | 10 | 2  | 1 | 7 | 21 - 63 | 5  |
| 6  | Kareby IS         | 10 | 1  | 2 | 7 | 23 - 46 | 4  |

## Final
- 21 mars 1987: IF Boltic-Stångebro BK 14-3 (Söderstadion, Stockholm)